# Богоявленский монастырь (Камень-на-Оби)
Богоявленский монастырь — женский монастырь (в настоящее время мужской монастырь) в честь Богоявления Господня в городе Камень-на-Оби Славгородской епархии (Алтайский край России).
Монастырь основан в 1997 году.
Малый монастырский храм во имя преподобного Антония Печерского был сооружен в 1997—2001 годах в связи с невозможностью скорой передачи епархии старого Богоявленского храма (был освящен в 1902 году).